# Sulfeto de benzila
Sulfeto de benzila ou sulfeto de dibenzila, sistematicamente 1,1'-[sulfanodiilbis(metileno)]dibenzeno, é o composto orgânico de fórmula C14H14S, SMILES S(Cc1ccccc1)Cc2ccccc2 e massa molecular 214,326004. Apresenta ponto de fusão de 49 °C e ponto de ebulição de 131-132 °C. É irritante aos olhos, pele e trato respiratório.
É também chamado de benziltioeter ou dibenzilsulfano. Apresenta uma solubilidade em água menor que 0.1 g/100 mL a 21 ºC. É quimicamente estável mas reage com agentes oxidantes. É classificado com o número CAS 538-74-9.